# Provincia de Hà Giang
Ha Giang (en vietnamita: Hà Giang) fue una de las provincias que conformaban la organización territorial de la República Socialista de Vietnam. Existió desde 1991 hasta que se fusionó con la provincia de Tuyên Quang en 2025.

## Geografía
Ha Giang se localiza en la región de la Noreste (Đông Bắc). La provincia mencionada posee una extensión de territorio que abarca una superficie de 7.884,3 kilómetros cuadrados. Posee fronteras con la República Popular China.

## Demografía
La población de esta división administrativa es de 673.400 personas (según las cifras del censo realizado en el año 2005). Estos datos arrojan que la densidad poblacional de esta provincia es de 85,41 habitantes por cada kilómetro cuadrado.

## Economía
Ha Giang es una región donde abundan las montañas, y los viajes por la provincia pueden ser difíciles. Gran parte de la provincia es muy montañosa para la agricultura y está cubierta por bosques. La meseta central de Ha Giang es buena para la producción de ciruelas, melocotones y caquis (las exportaciones de la provincia). El té es también un producto cuya producción ha crecido.
Ha Giang es una de las provincias más pobres de Vietnam. Tradicionalmente, la gran mayoría de su actividad económica giraba en torno a la agricultura y la silvicultura, pero en los últimos años, ha habido intentos de establecer una industria de fabricación. La infraestructura en Ha Giang, ha mejorado, pero sigue siendo pobre debido a que las carreteras, escuelas y servicios de salud están menos desarrollados que en otras partes de Vietnam.